# Raíz salvaje
Raíz salvaje es una colección de poemas de la escritora uruguaya Juana de Ibarbourou publicada en 1922. Se trata del cuarto libro de la autora, al cual le precedió Las lenguas de diamante de 1919, Poesías escogidas y El cántaro fresco en 1920. 

## Características
La obra posee 44 poemas, siendo los más destacados: La tarde, La higuera, El vendedor de naranjas y Otoño.
Fue publicado en Montevideo en el año 1922 y editado por Máximo García.
Si bien el libro no contiene prólogo, sí cuenta con una introducción escrita por Juana de Ibarbourou.
En el poema La higuera la autora demuestra su apego por la naturaleza exacerbando las características de los árboles de su propia quinta ante la llegada de la primavera.
En el mismo, apela al sentimiento de compasión ante la fealdad y tristeza de la higuera, su condición «áspera» y «torcida».
Aun así, Juana de Ibarbourou expresa:

“Es la higuera el más bello de los árboles todos del huerto”.

El acto de destacar la belleza desde la sensibilidad, fue una característica de la obra de la escritora intentando encontrar dotes de hermosura, aun en lo más rudo y hosco.
En el mismo poema, aparece la figura del hada para realzar la estética de la obra representando la fusión de la mujer con la naturaleza, otra constante en el estilo de la autora.
Raíz salvaje ha sido considerado por algunos críticos como una síntesis poética de extracto vital, donde se mimetiza el amor y los sentimientos más profundos, con una naturaleza que la misma Juana personifica y homenajea.